# 约翰·艾伦·保罗斯
约翰·艾伦·保罗斯（英語：John Allen Paulos，1945年7月4日—），美国数学家和科普作家，现为天普大學教授。

## 生平
1945年出生于科罗拉多州丹佛，在威斯康辛州密尔沃基读高中，后在威斯康星大学获得数学本科学位（1967年），在华盛顿大学获得硕士学位（1968年），在威斯康星大学麦迪逊分校获得博士学位（1974年）。

## 作品
有《数学家读报》（A Mathematician Reads the Newspaper）、《数学家妙谈股市》（A Mathematician Plays the Stock Market）、《我思故我笑：哲学的幽默一面》（I Think Therefore I Laugh: The Flip Side of Philosophy）、《从前有个数：故事中的数学逻辑》（Once Upon a Number: The Hidden Mathematical Logic of Stories）等。